# Grand Prix Formule 1 van Emilia-Romagna 2025
De Grand Prix Formule 1 van Emilia-Romagna 2025 werd verreden op 18 mei op het Autodromo Internazionale Enzo e Dino Ferrari  bij Imola. Het was de zevende race van het seizoen.
Op 7 mei werd bekendgemaakt dat Jack Doohan vanaf deze Grand Prix voor ten minste vijf races vervangen zal worden door Franco Colapinto bij het team van Alpine.
Dit weekeinde verscheen Red Bull Racing voor de vierhonderdste keer aan de start van een Grand Prix.

## Vrije trainingen

### Uitslagen
- Enkel de top vijf wordt weergegeven.

| Vrije training 1 | Pos. | Nr. | Coureur          | Constructeur               | Tijd     |
| ---------------- | ---- | --- | ---------------- | -------------------------- | -------- |
| Vrije training 1 | 1    | 81  | Oscar Piastri    | McLaren-Mercedes           | 1:16.545 |
| Vrije training 1 | 2    | 4   | Lando Norris     | McLaren-Mercedes           | 1:16.577 |
| Vrije training 1 | 3    | 55  | Carlos Sainz jr. | Williams-Mercedes          | 1:16.597 |
| Vrije training 1 | 4    | 63  | George Russell   | Mercedes                   | 1:16.599 |
| Vrije training 1 | 5    | 44  | Lewis Hamilton   | Ferrari                    | 1:16.641 |
| Vrije training 2 | Pos. | Nr. | Coureur          | Constructeur               | Tijd     |
| Vrije training 2 | 1    | 81  | Oscar Piastri    | McLaren-Mercedes           | 1:15.293 |
| Vrije training 2 | 2    | 4   | Lando Norris     | McLaren-Mercedes           | 1:15.318 |
| Vrije training 2 | 3    | 10  | Pierre Gasly     | Alpine-Renault             | 1:15.569 |
| Vrije training 2 | 4    | 63  | George Russell   | Mercedes                   | 1:15.693 |
| Vrije training 2 | 5    | 1   | Max Verstappen   | Red Bull Racing-Honda RBPT | 1:15.735 |
| Vrije training 3 | Pos. | Nr. | Coureur          | Constructeur               | Tijd     |
| Vrije training 3 | 1    | 4   | Lando Norris     | McLaren-Mercedes           | 1:14.897 |
| Vrije training 3 | 2    | 81  | Oscar Piastri    | McLaren-Mercedes           | 1:14.997 |
| Vrije training 3 | 3    | 1   | Max Verstappen   | Red Bull Racing-Honda RBPT | 1:15.078 |
| Vrije training 3 | 4    | 12  | Kimi Antonelli   | Mercedes                   | 1:15.399 |
| Vrije training 3 | 5    | 16  | Charles Leclerc  | Ferrari                    | 1:15.451 |

## Kwalificatie
Oscar Piastri behaalde de derde pole position in zijn carrière.
Tijdens de eerste kwalificatiesessie kreeg Yuki Tsunoda een zwaar ongeluk waarbij zijn wagen over de kop sloeg met zware schade aan de RB21. Franco Colapinto had een zwaar ongeluk in de tweede kwalificatiesessie. 
| Pos.                   | Nr. | Coureur           | Constructeur               | Kwalificatietijden | Kwalificatietijden | Kwalificatietijden | Grid   |
| Pos.                   | Nr. | Coureur           | Constructeur               | Q1                 | Q2                 | Q3                 | Grid   |
| ---------------------- | --- | ----------------- | -------------------------- | ------------------ | ------------------ | ------------------ | ------ |
| 1                      | 81  | Oscar Piastri     | McLaren-Mercedes           | 1:15.500           | 1:15.214           | 1:14.670           | 1      |
| 2                      | 1   | Max Verstappen    | Red Bull Racing-Honda RBPT | 1:15.175           | 1:15.394           | 1:14.704           | 2      |
| 3                      | 63  | George Russell    | Mercedes                   | 1:15.852           | 1:15.334           | 1:14.807           | 3      |
| 4                      | 4   | Lando Norris      | McLaren-Mercedes           | 1:15.894           | 1:15.261           | 1:14.962           | 4      |
| 5                      | 14  | Fernando Alonso   | Aston Martin-Mercedes      | 1:15.695           | 1:15.442           | 1:15.431           | 5      |
| 6                      | 55  | Carlos Sainz jr.  | Williams-Mercedes          | 1:15.987           | 1:15.198           | 1:15.432           | 6      |
| 7                      | 23  | Alexander Albon   | Williams-Mercedes          | 1:16.123           | 1:15.521           | 1:15.473           | 7      |
| 8                      | 18  | Lance Stroll      | Aston Martin-Mercedes      | 1:15.817           | 1:15.497           | 1:15.581           | 8      |
| 9                      | 6   | Isack Hadjar      | Racing Bulls-Honda RBPT    | 1:16.253           | 1:15.510           | 1:15.746           | 9      |
| 10                     | 10  | Pierre Gasly      | Alpine-Renault             | 1:15.937           | 1:15.505           | 1:15.787           | 10     |
| 11                     | 16  | Charles Leclerc   | Ferrari                    | 1:16.108           | 1:15.604           |                    | 11     |
| 12                     | 44  | Lewis Hamilton    | Ferrari                    | 1:16.163           | 1:15.765           |                    | 12     |
| 13                     | 12  | Kimi Antonelli    | Mercedes                   | 1:15.943           | 1:15.772           |                    | 13     |
| 14                     | 5   | Gabriel Bortoleto | Kick Sauber-Ferrari        | 1:16.340           | 1:16.260           |                    | 14     |
| 15                     | 43  | Franco Colapinto  | Alpine-Renault             | 1:16.256           | Geen tijd          |                    | 16 *1  |
| 16                     | 30  | Liam Lawson       | Racing Bulls-Honda RBPT    | 1:16.379           |                    |                    | 15     |
| 17                     | 27  | Nico Hülkenberg   | Kick Sauber-Ferrari        | 1:16.518           |                    |                    | 17     |
| 18                     | 31  | Esteban Ocon      | Haas-Ferrari               | 1:16.613           |                    |                    | 18     |
| 19                     | 87  | Oliver Bearman    | Haas-Ferrari               | 1:16.918           |                    |                    | 19     |
| Q1 107% tijd: 1:20.437 |     |                   |                            |                    |                    |                    |        |
| DNQ                    | 22  | Yuki Tsunoda      | Red Bull Racing-Honda RBPT | Geen tijd *2       |                    |                    | Pit *2 |
| Bron: formula1.com     |     |                   |                            |                    |                    |                    |        |

*1 Franco Colapinto kreeg een gridstraf van één plaats voor een overtreding in de pitstraat in de eerste kwalificatiesessie. Hij reed na de rode vlag in de snelle baan van de pitstraat voordat er een herstarttijd was gegeven door de organisatie.

*2 Yuki Tsunoda zette geen tijd neer maar mocht van de stewards wel aan de wedstrijd deelnemen. Hij moest vanuit de pit starten omdat zijn auto onder parc fermé condities herbouwd was door gebruik te maken van meerdere componenten met verschillende specificaties.

## Wedstrijd
Max Verstappen behaalde de vijfenzestigste Grand Prix-overwinning in zijn carrière. Tevens won Verstappen voor de vierde keer op rij de Grand Prix van Emilia-Romagna.
| Pos.               | Nr. | Coureur           | Constructeur               | Rondes | Tijd / Oorzaak Uitval | Grid | Punten |
| ------------------ | --- | ----------------- | -------------------------- | ------ | --------------------- | ---- | ------ |
| 1                  | 1   | Max Verstappen    | Red Bull Racing-Honda RBPT | 63     | 1:31:33.199           | 2    | 25S    |
| 2                  | 4   | Lando Norris      | McLaren-Mercedes           | 63     | +6.109                | 4    | 18     |
| 3                  | 81  | Oscar Piastri     | McLaren-Mercedes           | 63     | +12.956               | 1    | 15     |
| 4                  | 44  | Lewis Hamilton    | Ferrari                    | 63     | +14.356               | 12   | 12     |
| 5                  | 23  | Alexander Albon   | Williams-Mercedes          | 63     | +17.945               | 7    | 10     |
| 6                  | 16  | Charles Leclerc   | Ferrari                    | 63     | +20.774               | 11   | 8      |
| 7                  | 63  | George Russell    | Mercedes                   | 63     | +22.034               | 3    | 6      |
| 8                  | 55  | Carlos Sainz jr.  | Williams-Mercedes          | 63     | +22.898               | 6    | 4      |
| 9                  | 6   | Isack Hadjar      | Racing Bulls-Honda RBPT    | 63     | +23.586               | 9    | 2      |
| 10                 | 22  | Yuki Tsunoda      | Red Bull Racing-Honda RBPT | 63     | +26.446               | Pit  | 1      |
| 11                 | 14  | Fernando Alonso   | Aston Martin-Mercedes      | 63     | +27.250               | 5    |        |
| 12                 | 27  | Nico Hülkenberg   | Kick Sauber-Ferrari        | 63     | +30.296               | 17   |        |
| 13                 | 10  | Pierre Gasly      | Alpine-Renault             | 63     | +31.424               | 10   |        |
| 14                 | 30  | Liam Lawson       | Racing Bulls-Honda RBPT    | 63     | +32.511               | 15   |        |
| 15                 | 18  | Lance Stroll      | Aston Martin-Mercedes      | 63     | +32.993               | 8    |        |
| 16                 | 43  | Franco Colapinto  | Alpine-Renault             | 63     | +33.411               | 16   |        |
| 17                 | 87  | Oliver Bearman    | Haas-Ferrari               | 63     | +33.808               | 19   |        |
| 18                 | 5   | Gabriel Bortoleto | Kick Sauber-Ferrari        | 63     | +38.572               | 14   |        |
| DNF                | 12  | Kimi Antonelli    | Mercedes                   | 44     | Gaspedaal             | 13   |        |
| DNF                | 31  | Esteban Ocon      | Haas-Ferrari               | 27     | Motor                 | 18   |        |
| Bron: formula1.com |     |                   |                            |        |                       |      |        |

S Max Verstappen reed voor de vierendertigste keer in zijn carrière een snelste ronde. Het was tevens de honderdste snelste ronde voor het team Red Bull Racing.

## Tussenstanden wereldkampioenschap
Betreft tussenstanden voor het wereldkampioenschap na afloop van de race.

### Coureurs
| Pos. | Nr. | Coureur           | Constructeur               | Punten |
| ---- | --- | ----------------- | -------------------------- | ------ |
| 1    | 81  | Oscar Piastri     | McLaren-Mercedes           | 146    |
| 2    | 4   | Lando Norris      | McLaren-Mercedes           | 133    |
| 3    | 1   | Max Verstappen    | Red Bull Racing-Honda RBPT | 124    |
| 4    | 63  | George Russell    | Mercedes                   | 99     |
| 5    | 16  | Charles Leclerc   | Ferrari                    | 61     |
| 6    | 44  | Lewis Hamilton    | Ferrari                    | 53     |
| 7    | 12  | Kimi Antonelli    | Mercedes                   | 48     |
| 8    | 23  | Alexander Albon   | Williams-Mercedes          | 40     |
| 9    | 31  | Esteban Ocon      | Haas-Ferrari               | 14     |
| 10   | 18  | Lance Stroll      | Aston Martin-Mercedes      | 14     |
| 11   | 55  | Carlos Sainz jr.  | Williams-Mercedes          | 11     |
| 12   | 22  | Yuki Tsunoda      | Red Bull Racing-Honda RBPT | 10     |
| 13   | 10  | Pierre Gasly      | Alpine-Renault             | 7      |
| 14   | 6   | Isack Hadjar      | Racing Bulls-Honda RBPT    | 7      |
| 15   | 27  | Nico Hülkenberg   | Kick Sauber-Ferrari        | 6      |
| 16   | 87  | Oliver Bearman    | Haas-Ferrari               | 6      |
| 17   | 14  | Fernando Alonso   | Aston Martin-Mercedes      | 0      |
| 18   | 30  | Liam Lawson       | Racing Bulls-Honda RBPT    | 0      |
| 19   | 7   | Jack Doohan       | Alpine-Renault             | 0      |
| 20   | 5   | Gabriel Bortoleto | Kick Sauber-Ferrari        | 0      |
| 21   | 43  | Franco Colapinto  | Alpine-Renault             | 0      |

### Constructeurs
| Pos. | Constructeur               | Punten |
| ---- | -------------------------- | ------ |
| 1    | McLaren-Mercedes           | 279    |
| 2    | Mercedes                   | 147    |
| 3    | Red Bull Racing-Honda RBPT | 131    |
| 4    | Ferrari                    | 114    |
| 5    | Williams-Mercedes          | 51     |
| 6    | Haas-Ferrari               | 20     |
| 7    | Aston Martin-Mercedes      | 14     |
| 8    | Racing Bulls-Honda RBPT    | 10     |
| 9    | Alpine-Renault             | 7      |
| 10   | Kick Sauber-Ferrari        | 6      |